# Liste der Straßennamen von Krumbach (Schwaben)
Die Liste der Straßennamen von Krumbach (Schwaben) listet alle Straßennamen von Krumbach (Schwaben) und den Ortsteilen – Attenhausen, Billenhausen, Edenhausen, Hirschfelden, Hohenraunau, Niederraunau und dem Krumbad – auf.

## Liste geordnet nach den Orten
In dieser Liste werden die Straßennamen den einzelnen Orten zugeordnet und kurz erklärt.

### Krumbach (Schwaben)
| Straßenname             | Namensbeschreibung | Bild |
| ----------------------- | --- | ---- |
| Adalbert-Stifter-Weg    | benannt nach dem Schriftsteller Adalbert Stifter |      |
| Adolph-Kolping-Straße   | benannt nach Adolph Kolping |      |
| Am Blockhausberg        | benannt nach dem „blockartigen“ Aussehen der Häuser in dieser Siedlung, die in der ersten Hälfte des 20. Jahrhunderts entstand |      |
| Am Buchkopf             | benannt nach dem ehemaligen Flurnamen dieses Gebiets, Buchkopf |      |
| Am Eggärtle             | |      |
| Am Hochfeld             | benannt nach dem Flurnamen |      |
| Am Johannisbrunnen      | benannt nach dem Trinkwasserbrunnen |      |
| Am Michaelsbrunnen      | benannt nach dem Trinkwasserbrunnen |      |
| Am Rothenbach           | benannt nach dem Flurnamen |      |
| Amselweg                | benannt nach der Vogelart Amsel |      |
| Am Stadtgarten          | benannt nach dem an der Mündung des Krumbächles in die Kammel gelegenen Krumbacher Stadtgarten (war bis Ende des Jahres 2013 Teil der Bahnhofstraße) |      |
| Am Weihergraben         | benannt nach dem Weihergraben (B 16 und B 300) |      |
| Andreas-Hofer-Straße    | benannt nach Andreas Hofer |      |
| Anemonenweg             | benannt nach den Blumen |      |
| Anton-Munding-Weg       | benannt nach Anton Munding, dem Wirt des Gasthofs Munding |      |
| Anton-Nagenrauft-Straße | |      |
| Asternweg               | benannt nach den Blumen |      |
| Attenhauser Straße      | benannt nach dem Krumbacher Stadtteil Attenhausen, in dessen Richtung die Verlängerung dieser Straße führt (Ortsverbindungsstraße) |      |
| Atternweg               | |      |
| Augsburger Straße       | benannt nach der Stadt Augsburg, in dessen Richtung die Verlängerung dieser Straße führt (B 300) |      |
| Babenhauser Straße      | benannt nach der Marktgemeinde Babenhausen, in dessen Richtung die Verlängerung dieser Straße führt (B 300) |      |
| Badweg                  | benannt nach dem Krumbad, in dessen Richtung die Verlängerung dieses Weges führt |      |
| Bahnhofstraße           | benannt nach dem Bahnhof an der Mittelschwabenbahn in Krumbach (teilweise B 16, teilweise B 300); Einkaufsstraße |      |
| Benjamin-Miller-Straße  | |      |
| Biberstraße             | benannt nach der Tierart Biber |      |
| Blockhausstraße         | benannt nach dem „blockartigen“ Aussehen der Häuser in dieser Siedlung, die in der ersten Hälfte des 20. Jahrhunderts entstand |      |
| Breslauer Straße        | benannt nach der Stadt Breslau |      |
| Brühlstraße             | |      |
| Brunnenstraße           | |      |
| Buchstraße              | benannt nach dem ehemaligen Flurnamen dieses Gebiets, Buchkopf |      |
| Buchweg                 | benannt nach dem ehemaligen Flurnamen dieses Gebiets, Buchkopf |      |
| Burgauer Straße         | benannt nach der Stadt Burgau, in dessen Richtung die Verlängerung dieser Straße führt (teilweise B 16 und B 300, teilweise Staatsstraße 2024) |      |
| Burgberg                | Straße zum Krumbacher Schloss |      |
| Burgweg                 | |      |
| Buschorstraße           | benannt nach Ernst Heinrich Buschor, dem Archäologen, der in Hürben geboren wurde |      |
| Carl-Reisch-Weg         | |      |
| Dahlienweg              | benannt nach den Blumen |      |
| Danziger Straße         | benannt nach der Stadt Danzig |      |
| Demeterweg              | benannt nach dem Flurnamen Demeterberg |      |
| Doktor-Knoll-Straße     | |      |
| Dr. Rothermel-Straße    | benannt nach Fridolin Rothermel, der in der Nachkriegszeit Landrat des ehemaligen Landkreises Krumbach war |      |
| Dr. Rothermel-Weg       | benannt nach Fridolin Rothermel, der in der Nachkriegszeit Landrat des ehemaligen Landkreises Krumbach war (Fußweg; Verlängerung der Dr. Rothermel-Straße nach Westen) |      |
| Dr. Schlögl-Straße      | benannt nach Alois Schlögl |      |
| Dr.-Steinbrenner-Straße | benannt nach Dr. Richard Steinbrenner, Mitbegründer der Kreisgruppe Krumbach der Sudetendeutschen Landsmannschaft |      |
| Dreifaltigkeitsweg      | benannt nach der Heiligen Dreifaltigkeit |      |
| Drosselweg              | benannt nach den Vogelarten der Drosseln |      |
| Ellerbachweg            | benannt nach dem Adelsgeschlecht Ellerbach |      |
| Erwin-Bosch-Ring        | benannt nach dem 2. Bürgermeister nach 1945 und KPD-Vorsitzenden in Krumbach |      |
| Espach                  | |      |
| Ferdinand-Reiß-Straße   | benannt nach Ferdinand Reiß, der von 1893 bis 1902 Bürgermeister von Krumbach war |      |
| Fingerleweg             | |      |
| Finkenweg               | benannt nach der Vogelfamilie der Finken |      |
| Fliederweg              | benannt nach der Gehölzart Flieder |      |
| Franz-Aletsee-Straße    | benannt nach Franz Aletsee, der von 1948 bis 1963 Bürgermeister von Krumbach war; Einkaufsstraße (hieß in früherer Zeit Poststraße, weil sich damals die Poststelle von Krumbach in dieser Straße befand) |      |
| Galgenberg              | benannt nach dem Flurnamen |      |
| Gärtnerweg              | in der Straße ist eine Gärtnerei; früher war im Bereich der heutigen Straße eine Kleingartenanlage bzw. eher Grabeland |      |
| Gesundbrunnenplatz      | benannt nach dem Brunnen auf dem Platz; in früherer Zeit befand sich zwischen dem Platz und der Kammel ein Badehaus; wurde (wie viele Plätze in anderen Städten auch) bis zu der Neugestaltung als Parkplatz genutzt; der Platz ist in der warmen Jahreszeit stark belebt, da er bei schönem Wetter von einer an dem Platz gelegenen Eisdiele als Außenbereich genutzt wird; ist kein offizieller Straßenname – die Häuser an dem Platz haben als Adresse Karl-Mantel-Straße |      |
| Gesundheitsweg          | Fußweg zwischen der Schlachthausstraße und dem Marktplatz (der Weg bekam im Jahr 2013 den Namen, weil das in dem Jahr gebaute an den Weg grenzende Ärztehaus als Adresse nicht 'Schlachthausstraße' haben sollte) |      |
| Ginsterweg              | benannt nach der Gehölzart Ginster |      |
| Hans-Kudlich-Weg        | benannt nach Hans Kudlich |      |
| Hans-Lingl-Straße       | benannt nach Hans Lingl (Firma Lingl) |      |
| Hans-Watzlik-Weg        | benannt nach Hans Watzlik |      |
| Hedwig-Lachmann-Weg     | benannt nach der Schriftstellerin Hedwig Lachmann, die einen Teil ihres Lebens in Hürben lebte und auch auf dem jüdischen Friedhof von Hürben begraben ist |      |
| Heinrich-Sinz-Straße    | benannt nach Heinrich Sinz, dem Stadtpfarrer und Heimatforscher; (teilweise B 16 und B 300) |      |
| Hohenraunauer Straße    | benannt nach dem Dorf Hohenraunau, in dessen Richtung die Straße führt |      |
| Hohlstraße              | |      |
| Höllgehau               | benannt nach dem Flurnamen |      |
| Hopfenweg               | erinnert daran, dass an diesem Hang im Nordwesten von Krumbach früher Hopfen angebaut wurde |      |
| Hürbener Straße         | ältester Teil des bis 1902 selbständigen Dorfes Hürben |      |
| Jahnstraße              | Straße, die zum Waldsportplatz führt, benannt nach dem Turnvater Jahn |      |
| Jakob-Bader-Straße      | |      |
| Jochner Straße          | |      |
| Johann-Kling-Straße     | benannt nach Johann Kling |      |
| Joseph-Haas-Straße      | benannt nach Joseph Haas |      |
| Josef-Zeiner-Straße     | |      |
| Kaisergarten            | |      |
| Kalterer Straße         | benannt nach dem Südtiroler Ort Kaltern; die Musikvereine von Krumbach und Kaltern verbindet eine Partnerschaft |      |
| Kammelweg               | benannt nach der Kammel, die durch Krumbach fließt |      |
| Kapellengasse           | benannt nach der Mühlkapelle Krumbach, die am westlichen Ende dieser Straße steht |      |
| Karl-Mantel-Straße      | benannt nach Karl Mantel, dem Regierungsbeamten, der um das Jahr 1900 in Krumbach großen kommunalpolitischen Einfluss hatte, als das bis zu dieser Zeit selbständige Dorf Hürben sich der Stadt Krumbach anschloss; war früher die einzige Verbindungsstraße von Krumbach nach Hürben; Einkaufsstraße |      |
| Kirchberg               | benannt nach dem ehemaligen Flurnamen dieses Gebiets, Kirchberg |      |
| Kirchenstraße           | benannt nach der Stadtpfarrkirche St. Michael von Krumbach, zu der die Straße führt; Einkaufsstraße |      |
| Kneippstraße            | benannt nach Sebastian Kneipp, der die Wasserkur wiederentdeckte |      |
| Kohlstatt               | benannt nach dem Ort an dem früher Holzkohle hergestellt wurde |      |
| Königsberger Straße     | benannt nach der Stadt Königsberg |      |
| Krautgartenweg          | |      |
| Landauer Straße         | benannt nach der jüdischen Kaufmannsfamilie Landauer, die über mehrere Generationen in Hürben lebte |      |
| Lerchenweg              | benannt nach der Vogelart Lerche |      |
| Lettenberg              | benannt nach dem ehemaligen Flurnamen dieses Gebiets, Lettenberg |      |
| Lexenrieder Weg         | benannt nach dem abgegangenen Dorf Lexenried, in dessen Richtung die Verlängerung dieses Weges führt |      |
| Lichtensteinstraße      | benannt nach dem Adelsgeschlecht Lichtenstein (B 16 und B 300) |      |
| Ligusterweg             | benannt nach der Gehölzart Liguster |      |
| Lilienweg               | benannt nach den Blumen |      |
| Lindenweg               | benannt nach den Baumarten der Linden |      |
| Luitpoldstraße          | benannt nach dem Prinzregenten Luitpold (B 300) |      |
| Lupinenweg              | benannt nach den Blumen |      |
| Markgrafenstraße        | die Benennung erinnert an die zu Vorderösterreich gehörenden Markgrafschaft Burgau, zu der Krumbach und Hürben von 1305 bis 1805 gehörte |      |
| Marktplatz              | Platz in der Stadtmitte, auf dem das Alte Rathaus steht – heute ist in diesem historischen Bauwerk unter anderem die Touristeninformation der Stadt untergebracht; jeden Freitag Vormittag findet auf dem Platz der Wochenmarkt statt; wurde (wie viele Plätze in anderen Städten auch) bis zu der Neugestaltung als Parkplatz genutzt; |      |
| Martin-Gaßner-Straße    | benannt nach Martin Gassner, Mitglied des 7. bayerischen Landtages 1837–1839 und Bürger Krumbachs |      |
| Max-Welcker-Weg         | benannt nach Max Welcker (1878–1954), Volksschullehrer, Komponist, Kantor von St. Michael und Dirigent der Chorgemeinschaft Liederkranz Krumbach |      |
| Memelstraße             | benannt nach dem Fluss Memel |      |
| Michael-Faist-Straße    | benannt nach Michael Faist (Firma Faist) |      |
| Mindelheimer Straße     | benannt nach der Stadt Mindelheim, in dessen Richtung die Verlängerung dieser Straße führt (Kreisstraße GZ 7); Einkaufsstraße |      |
| Mozartstraße            | benannt nach dem Musiker Wolfgang Amadeus Mozart |      |
| Mühlstraße              | benannt nach der Mühle von Hürben, der so genannten „Unteren Mühle“ an der Kammel; heute „Haus St. Michael“ (Pfarrgemeindezentrum) – das alte Mühlrad treibt heute einen Generator an |      |
| Nassauer Straße         | benannt nach dem Adelsgeschlecht Nassau |      |
| Nattenhauser Straße     | benannt nach dem Dorf Nattenhausen, in dessen Richtung die Verlängerung dieser Straße führt (Staatsstraße St 2018) |      |
| Nelkenweg               | benannt nach den Blumen |      |
| Nordstraße              | Straße im Norden von Krumbach, die die Innenstadt von Verkehr entlasten soll |      |
| Obere Buchstraße        | benannt nach dem ehemaligen Flurnamen dieses Gebiets, Buchkopf |      |
| Obere Gänshalde         | |      |
| Oberes Feld             | benannt nach dem Flurnamen |      |
| Oberes Grünlingsfeld    | benannt nach dem Flurnamen |      |
| Oberes Höllgehau        | benannt nach dem Flurnamen Höllgehau |      |
| Pappelweg               | benannt nach den Baumarten der Pappeln |      |
| Peter-Dörfler-Straße    | benannt nach Peter Dörfler |      |
| Pfarrer-Bobinger-Straße | |      |
| Pfarrer-Sing-Straße     | benannt nach Pfarrer Sing, der lange Zeit Pfarrer in der Krumbacher Pfarrei Maria Hilf war (hieß bis März 2010 Raiffeisenstraße) |      |
| Pfarrer-Weiß-Weg        | benannt nach dem Pfarrer Weiß, der lange Zeit in Krumbach Pfarrer war |      |
| Pius-Fröschle-Straße    | benannt nach Pius Fröschle, einem in Krumbach geborenen Maler, der um das Jahr 1800 lebte |      |
| Quellenweg              | |      |
| Raunauer Straße         | benannt nach den Krumbacher Stadtteilen Niederraunau und Hohenraunau, in deren Richtung die Verlängerung dieser Straße führt (B 16) |      |
| Reschenberg             | benannt nach dem Flurnamen |      |
| Riedweg                 | Name bezieht sich darauf, dass das Gebiet nahe der Kammel recht feucht ist; erschließt das Gebiet des ehemaligen „Einsle-Areals“; gebaut im Jahr 2012 |      |
| Ringeisenstraße         | benannt nach Dominikus Ringeisen, der 1884 das ehemalige Kloster Ursberg erwarb und eine Schwesternkongregation zur Pflege von körperlich und geistig Behinderten ins Leben rief, dem jetzigen Dominikus-Ringeisen-Werk |      |
| Rittlen                 | |      |
| Robert-Steiger-Straße   | benannt nach Robert Steiger, einem Textilfabrikanten aus Krumbach |      |
| Rosenweg                | benannt nach den Blumen |      |
| Rotkreuzstraße          | benannt nach dem Rotkreuz-Altenheim, das in dieser Straße steht |      |
| Sankt-Michaels-Straße   | benannt nach dem Erzengel Michael, dem Patron der St. Michaelskirche in Krumbach (hieß bis Anfang 2010 Sudetenstraße) |      |
| Sankt-Valentins-Weg     | benannt nach dem Hl. Valentin, von dem in der St. Michaelskirche in Krumbach Reliquien aufbewahrt werden; die Reliquien stammen vermutlich aber nicht von dem Hl. Valentin von Terni; (Fußweg entlang des Krumbächles) |      |
| Schlachthausstraße      | benannt nach dem Schlachthaus, das sich in dieser Straße befand |      |
| Schleifweg              | |      |
| Silcherring             | |      |
| Simpert-Kraemer-Straße  | benannt nach dem Barockbaumeister Simpert Kraemer, der auch die St. Michaelskirche von Krumbach in ihrem heutigen Aussehen zusammen mit seinem Sohn Johann Martin Kraemer erbaute |      |
| Sonnenweg               | benannt nach der Sonne (hieß bis Anfang 2010 Gartenstraße) |      |
| Söldnerfeld             | |      |
| Spitalweg               | |      |
| Stettiner Straße        | benannt nach der Stadt Stettin |      |
| Südstraße               | Straße im Süden von Krumbach, die die Innenstadt von Verkehr entlasten soll |      |
| Südtiroler Straße       | benannt nach der Region Südtirol |      |
| Synagogengasse          | erinnert daran, dass in dieser Straße die Synagoge von Hürben stand |      |
| Talstraße               | Straße, die im Tal des Krumbächles in Richtung Waltenhausen führt (Ortsverbindungsstraße) |      |
| Teichweg                | |      |
| Theodor-Einsle-Straße   | benannt nach Theodor Einsle, der von 1903 bis 1918 Bürgermeister von Krumbach war; er hatte einen Weingroßhandel in Krumbach |      |
| Tulpenweg               | benannt nach den Blumen |      |
| Ulmer Straße            | benannt nach der Stadt Ulm, in dessen Richtung die Verlängerung dieser Straße führt (Staatsstraße 2019) |      |
| Ulrichstraße            | benannt nach dem Hl. Ulrich, dem Patron der Kirche von Hürben |      |
| Untere Gänshalde        | |      |
| Unteres Grünlingsfeld   | benannt nach dem Flurnamen |      |
| Weiherweg               | benannt nach dem Weihergraben |      |
| Wiesenweg               | |      |
| Ziegelweg               | |      |

### Attenhausen
| Straßenname                | |
| -------------------------- | --- |
| Bürgermeister-Kunzmann-Weg | |
| Edenhauser Straße          | benannt nach dem Dorf Edenhausen, in dessen Richtung die Verlängerung dieser Straße führt                              |
| Haselweg                   | benannt nach dem Haselbach, in dessen Tal Attenhausen liegt                                                            |
| Hofstraße                  | (Ortsverbindungsstraße nach Krumbach beziehungsweise Ursberg)                                                          |
| Lohnberg                   | benannt nach dem Flurnamen (die Verlängerung der Straße führt nach Billenhausen)                                       |
| Mittlerer Weg              | Weg in der Mitte des Ortes                                                                                             |
| Pfarrer-Jäckle-Straße      | |
| Sankt-Otmar-Straße         | benannt nach dem Hl. Otmar, dem Patron der Kirche von Attenhausen (Ortsverbindungsstraße nach Marbach und Edelstetten) |
| Schulplatz                 | benannt nach der ehemaligen Schule von Attenhausen                                                                     |
| Sommerseite                | die Benennung spielt auf die Lage an einem relativ steilen, nach Süden exponierten Hang an, evtl. auch Flurname        |

### Billenhausen
| Straßenname         | |
| ------------------- | --- |
| Am Brandberg        | |
| An der Eiche        | die Benennung spielt auf die Sage von der Billenhauser Eiche an (die Verlängerung der Straße führt nach Attenhausen)                                     |
| Bächleweg           | |
| Bleicher Straße     | benannt nach den Dörfern Ober- und Unterbleichen, in deren Richtung die Straße führt (Ortsverbindungsstraße)                                             |
| Dr. Ungewitter-Weg  | |
| Dossenberger Weg    | benannt nach dem Barockbaumeister Joseph Dossenberger, der unter anderem auch der Baumeister des so genannten Dossenberger-Pfarrhofs in Billenhausen war |
| Edelstetter Weg     | benannt nach dem Dorf Edelstetten, in dessen Richtung die Verlängerung dieses Weges führt                                                                |
| Hauptstraße         | (Staatsstraße St 2024) |
| Klingeberg          | |
| Klosterweg          | |
| Mühleweg            | benannt nach der ehemaligen Mühle an der Kammel |
| Pfarrer-Egger-Weg   | |
| Sankt-Leonhards-Weg | benannt nach dem Hl. Leonhard, dem Patron der Kirche von Billenhausen                                                                                    |
| Stelle              | |

### Edenhausen
| Straßenname         | |
| ------------------- | --- |
| Antoniusweg         | (Verlängerung der Straße „Zur Riederhalde“ – außerhalb des Ortes – in Richtung Krumbad)                                                                                        |
| Friedhofweg         | Weg zum Edenhauser Friedhof |
| Haseltalstraße      | benannt nach dem Haseltal, in dem Edenhausen liegt (Ortsverbindungsstraße nach Attenhausen)                                                                                    |
| Hofbauerweg         | |
| Krumbadweg          | benannt nach dem Krumbad, in dessen Richtung die Verlängerung dieses Weges führt                                                                                               |
| Kugelberg           | benannt nach dem Kugelberg, einem Berg östlich von Edenhausen |
| Pfarrer-Schnell-Weg | |
| Premacher Weg       | benannt nach dem Dorf Premach, in dessen Richtung die Verlängerung dieses Weges führt                                                                                          |
| Steinbergleweg      | |
| Ursberger Straße    | benannt nach dem Ort Ursberg, in dessen Richtung die Verlängerung dieser Straße führt (ist die Hauptstraße von Edenhausen; auf ihr verlief vor dem Bau der Umgehung die B 300) |
| Zeller Straße       | benannt nach dem Dorf Mindelzell; die Verlängerung dieser Straße führt zu der Kreisstraße GZ 7 (Niederraunau-Mindelzell) (hieß bis März 2010 Mindelzeller Straße)              |
| Zur Riederhalde     | benannt nach dem Flurnamen Riederhalde |
| Zur Steige          | |

zwischen Edenhausen und Krumbach:
| Straßenname |                                                   |
| ----------- | ------------------------------------------------- |
| Waldhaus    | Weg von der B 300 zu einem einzeln stehenden Haus |

### Hirschfelden
| Straßenname  |                                                                            |
| ------------ | -------------------------------------------------------------------------- |
| Hirschfelden | Häuser haben nur Hausnummern (Liste der Staatsstraßen in Schwaben#St 2024) |

### Hohenraunau
| Straßenname     | |
| --------------- | --- |
| Aletshauser Weg | benannt nach dem Dorf Aletshausen, in dessen Richtung die Verlängerung dieses Weges führt                                                                           |
| Bergstraße      | Benennung spielt darauf an, dass Hohenraunau auf dem „Berg“ – Riedel – zwischen den Tälern der Kammel und des Krumbächles liegt (Hauptstraße des Ortes)             |
| Burgmahd        | (führt nach Niederraunau) |
| Fuchsloch       | |
| Römerweg        | |
| Sandberg        | führt ins Tal des Krumbächles zu der Ortsverbindungsstraße Krumbach-Waltenhausen (der ins Tal führende Teil ist im Winter gesperrt, weil die Straße sehr steil ist) |
| Schloßberg      | erinnert an die ehemalige Burganlage (nahe der Kapelle), von der heute noch der Burgstall sichtbar ist                                                              |
| Talweg          | führt ins Tal des Krumbächles zu der Ortsverbindungsstraße Krumbach-Waltenhausen                                                                                    |
| Walserkreuz     | |

### Krumbad
| Straßenname           | |
| --------------------- | --- |
| Bischof-Sproll-Straße | benannt nach dem Bischof Joannes Baptista Sproll des Bistums Rottenburg-Stuttgart, der von 1938 bis 1945 im Krumbad lebte |

Wege in der Nähe des Krumbades, die unter den folgenden Namen bei Ortskundigen bekannt sind:
| Laubgang | ein alleenartiger Spazierweg im Wald nördlich des Krumbades im Stadtwald           |
| Linie    | ein östlich des Krumbades relativ genau in Nord-Süd-Richtung verlaufender Forstweg |

### Niederraunau
| Straßenname                   | |
| ----------------------------- | --- |
| Allgäuer Straße               | benannt nach dem Allgäu (B 16) (hieß bis März 2010 Mindelheimer Straße) |
| Altvaterstraße                | |
| Am Blauen Kreuz               | |
| Am Mühlberg                   | benannt nach dem Mühlberg, der westlich von Niederraunau liegt |
| An der Bahn                   | benannt nach dem Haltepunkt der Mittelschwabenbahn in Niederraunau (hieß bis Anfang 2010 Bahnhofstraße) |
| Commerzienrat-Schleifer-Platz | benannt nach dem Niederraunauer Ehrenbürger Commerzienrat Michael Schleifer |
| Elsternweg                    | benannt nach der Vogelart Elster (hieß bis Anfang 2010 Amselweg) |
| Fabrikfeld                    | benannt nach den Gewerbebetrieben, die in diesem Bereich von Niederraunau angesiedelt sind (hieß früher Brunnenstraße; wurde auf Wunsch der dort ansässigen Gewerbebetriebe schon vor dem Jahr 2010 umbenannt, weil es in Krumbach auch eine Brunnenstraße gibt) |
| Friedhofstraße                | führt zum Friedhof von Niederraunau |
| Gartenstraße                  | |
| Gehrenwäschen                 | |
| Hürber Straße                 | benannt nach dem bis 1902 selbständigen Dorf Hürben – heute Teil von Krumbach, in dessen Richtung die Verlängerung dieser Straße führt (B 16) |
| Im Grund                      | |
| Kellerweg                     | benannt nach den unterirdischen Kellern in dem Hang |
| Kohlstattstraße               | benannt nach dem Ort an dem früher Holzkohle hergestellt wurde |
| Krumbacher Straße             | benannt nach der Stadt Krumbach (Schwaben), in dessen Richtung die Verlängerung dieser Straße führt (Kreisstraße GZ 7) |
| Kulturstraße                  | |
| Lurchenweg                    | |
| Meisenweg                     | benannt nach den Vogelarten der Meisen (hieß bis Anfang 2010 Drosselweg) |
| Mindelzeller Straße           | benannt nach dem Dorf Mindelzell, in dessen Richtung die Verlängerung dieser Straße führt (Kreisstraße GZ 7) |
| Molkereiplatz                 | benannt nach dem Standort der ehemaligen Molkerei |
| Obere Gasse                   | |
| Pfarrgasse                    | führt zur Kirche von Niederraunau (hieß bis Anfang 2010 Kirchenstraße) |
| Raiffeisenstraße              | (die Verlängerung der Straße führt nach Hohenraunau; Ortsverbindungsstraße) |
| Reuteweg                      | benannt nach dem südöstlich des Ortes gelegenen Reuteberg |
| Ringstraße                    | benannt nach ihrer ringförmigen Form |
| Schloßstraße                  | benannt nach dem Schloss Niederraunau |
| Schwalbenweg                  | benannt nach den Vogelarten der Schwalben (hieß bis Anfang 2010 Finkenweg) |
| Starenweg                     | benannt nach der Vogelart Star (hieß bis März 2010 Lerchenweg) |
| Storchenweg                   | benannt nach den Vogelarten der Störche |
| Sudetenstraße                 | benannt nach dem Sudetenland, aus dem nach dem Zweiten Weltkrieg viele Vertriebene auch in die Region um Krumbach kamen |
| Untere Gasse                  | |
| Von-Freyberg-Straße           | benannt nach dem Adelsgeschlecht der Freybergs, die lange Zeit die Herrschaft über Niederraunau innehatten |
| Vogelgehau                    | benannt nach dem Flurnamen |

## Alphabetische Liste
In Klammern ist der Ort angegeben, in dem die Straße ist.
| - Adalbert-Stifter-Weg (Krumbach) - Adolph-Kolping-Straße (Krumbach) - Aletshauser Weg (Hohenraunau) - Allgäuer Straße (Niederraunau) - Altvaterstraße (Niederraunau) - Am Blauen Kreuz (Niederraunau) - Am Blockhausberg (Krumbach) - Am Brandberg (Billenhausen) - Am Buchkopf (Krumbach) - Am Eggärtle (Krumbach) - Am Hochfeld (Krumbach) - Am Johannisbrunnen (Krumbach) - Am Michaelsbrunnen (Krumbach) - Am Mühlberg (Niederraunau) - Am Rothenbach (Krumbach) - Amselweg (Krumbach) - Am Stadtgarten (Krumbach) - Am Weihergraben (Krumbach) - An der Bahn (Niederraunau) - An der Eiche (Billenhausen) - Andreas-Hofer-Straße (Krumbach) - Anemonenweg (Krumbach) - Antoniusweg (Edenhausen) - Anton-Munding-Weg (Krumbach) - Anton-Nagenrauft-Straße (Krumbach) - Asternweg (Krumbach) - Attenhauser Straße (Krumbach) - Atternweg (Krumbach) - Augsburger Straße (Krumbach) - Babenhauser Straße (Krumbach) - Bächleweg (Billenhausen) - Badweg (Krumbach) - Bahnhofstraße (Krumbach) - Benjamin-Miller-Straße (Krumbach) - Bergstraße (Hohenraunau) - Biberstraße (Krumbach) - Bischof-Sproll-Straße (Krumbad) - Bleicher Straße (Billenhausen) - Blockhausstraße (Krumbach) - Breslauer Straße (Krumbach) - Brühlstraße (Krumbach) - Brunnenstraße (Krumbach) - Buchstraße (Krumbach) - Buchweg (Krumbach) - Burgauer Straße (Krumbach) - Burgberg (Krumbach) - Bürgermeister-Kunzmann-Weg (Attenhausen) - Burgmahd (Hohenraunau) - Burgweg (Krumbach) - Buschorstraße (Krumbach) - Carl-Reisch-Weg (Krumbach) - Commerzienrat-Schleifer-Platz (Niederraunau) - Dahlienweg (Krumbach) - Danziger Straße (Krumbach) - Demeterweg (Krumbach) - Doktor-Knoll-Straße (Krumbach) - Dr. Rothermel-Straße (Krumbach) - Dr. Rothermel-Weg (Krumbach) - Dr. Schlögel-Straße (Krumbach) - Dr.-Steinbrenner-Straße (Krumbach) - Dr. Ungewitter-Weg (Billenhausen) - Dossenberger Weg (Billenhausen) - Dreifaltigkeitsweg (Krumbach) - Drosselweg (Krumbach) - Edelstetter Weg (Billenhausen) - Edenhauser Straße (Attenhausen) - Ellerbachweg (Krumbach) - Elsternweg (Niederraunau) - Erwin-Bosch-Ring (Krumbach) - Espach (Krumbach) - Fabrikfeld (Niederraunau) - Ferdinand-Reiß-Straße (Krumbach) - Fingerleweg (Krumbach) - Finkenweg (Krumbach) - Fliederweg (Krumbach) - Franz-Aletsee-Straße (Krumbach) - Friedhofstraße (Niederraunau) - Friedhofweg (Edenhausen) - Fuchsloch (Hohenraunau) - Galgenberg (Krumbach) - Gartenstraße (Niederraunau) - Gärtnerweg (Krumbach) - Gehrenwäschen (Niederraunau) - Gesundbrunnenplatz (Krumbach; Teil der Karl-Mantel-Straße) - Gesundheitsweg (Krumbach) - Ginsterweg (Krumbach) - Hans-Kudlich-Weg (Krumbach) - Hans-Lingl-Straße (Krumbach) - Hans-Watzlik-Weg (Krumbach) - Haseltalstraße (Edenhausen) - Haselweg (Attenhausen) - Hauptstraße (Billenhausen) - Hedwig-Lachmann-Weg (Krumbach) - Heinrich-Sinz-Straße (Krumbach) - Hirschfelden (Hirschfelden) - Hofbauerweg (Edenhausen) - Hofstraße (Attenhausen) - Hohenraunauer Straße (Krumbach) - Hohlstraße (Krumbach) - Höllgehau (Krumbach) - Hopfenweg (Krumbach) - Hürbener Straße (Krumbach) - Hürber Straße (Niederraunau) - Im Grund (Niederraunau) - Jahnstraße (Krumbach) - Jakob-Bader-Straße (Krumbach) - Jochner Straße (Krumbach) - Johann-Kling-Straße (Krumbach) - Joseph-Haas-Straße (Krumbach) - Josef-Zeiner-Straße (Krumbach) - Kaisergarten (Krumbach) - Kalterer Straße (Krumbach) - Kammelweg (Krumbach) - Kapellengasse (Krumbach) - Karl-Mantel-Straße (Krumbach) - Kellerweg (Niederraunau) - Kirchberg (Krumbach) - Kirchenstraße (Krumbach) - Klingeberg (Billenhausen) - Klosterweg (Billenhausen) - Kneippstraße (Krumbach) - Kohlstatt (Krumbach) - Kohlstattstraße (Niederraunau) - Königsberger Straße (Krumbach) - Krautgartenweg (Krumbach) - Krumbacher Straße (Niederraunau) - Krumbadweg (Edenhausen) - Kugelberg (Edenhausen) - Kulturstraße (Niederraunau) | - Landauer Straße (Krumbach) - Laubgang (Spazierweg in der Nähe des Krumbades) - Lerchenweg (Krumbach) - Lettenberg (Krumbach) - Lexenrieder Weg (Krumbach) - Lichtensteinstraße (Krumbach) - Ligusterweg (Krumbach) - Lilienweg (Krumbach) - Lindenweg (Krumbach) - Linie (Forstweg in der Nähe des Krumbades) - Lohnberg (Attenhausen) - Luitpoldstraße (Krumbach) - Lupinenweg (Krumbach) - Lurchenweg (Niederraunau) - Markgrafenstraße (Krumbach) - Marktplatz (Krumbach) - Martin-Gaßner-Straße (Krumbach) - Max-Welcker-Weg (Krumbach) - Meisenweg (Niederraunau) - Memelstraße (Krumbach) - Michael-Faist-Straße (Krumbach) - Mindelheimer Straße (Krumbach) - Mindelzeller Straße (Niederraunau) - Mittlerer Weg (Attenhausen) - Molkereiplatz (Niederraunau) - Mozartstraße (Krumbach) - Mühleweg (Billenhausen) - Mühlstraße (Krumbach) - Nassauer Straße (Krumbach) - Nattenhauser Straße (Krumbach) - Nelkenweg (Krumbach) - Nordstraße (Krumbach) - Obere Buchstraße (Krumbach) - Obere Gasse (Niederraunau) - Obere Gänshalde (Krumbach) - Oberes Feld (Krumbach) - Oberes Grünlingsfeld (Krumbach) - Oberes Höllgehau (Krumbach) - Pappelweg (Krumbach) - Peter-Dörfler-Straße (Krumbach) - Pfarrer-Bobinger-Straße (Krumbach) - Pfarrer-Egger-Weg (Billenhausen) - Pfarrer-Jäckle-Straße (Attenhausen) - Pfarrer-Schnell-Weg (Edenhausen) - Pfarrer-Sing-Straße (Krumbach) - Pfarrer-Weiß-Weg (Krumbach) - Pfarrgasse (Niederraunau) - Pius-Fröschle-Straße (Krumbach) - Premacher Weg (Edenhausen) - Quellenweg (Krumbach) - Raiffeisenstraße (Niederraunau) - Raunauer Straße (Krumbach) - Reschenberg (Krumbach) - Reuteweg (Niederraunau) - Riedweg (Krumbach) - Ringeisenstraße (Krumbach) - Ringstraße (Niederraunau) - Rittlen (Krumbach) - Robert-Steiger-Straße (Krumbach) - Römerweg (Hohenraunau) - Rosenweg (Krumbach) - Rotkreuzstraße (Krumbach) - Sandberg (Hohenraunau) - Sankt-Leonhards-Weg (Billenhausen) - Sankt-Michaels-Straße (Krumbach) - Sankt-Otmar-Straße (Attenhausen) - Sankt-Valentins-Weg (Krumbach) - Schlachthausstraße (Krumbach) - Schleifweg (Krumbach) - Schloßberg (Hohenraunau) - Schloßstraße (Niederraunau) - Schulplatz (Attenhausen) - Schwalbenweg (Niederraunau) - Silcherring (Krumbach) - Simpert-Kraemer-Straße (Krumbach) - Sommerseite (Attenhausen) - Sonnenweg (Krumbach) - Söldnerfeld (Krumbach) - Spitalweg (Krumbach) - Starenweg (Niederraunau) - Steinbergleweg (Edenhausen) - Stelle (Billenhausen) - Stettiner Straße (Krumbach) - Storchenweg (Niederraunau) - Sudetenstraße (Niederraunau) - Südstraße (Krumbach) - Südtiroler Straße (Krumbach) - Synagogengasse (Krumbach) - Talstraße (Krumbach) - Talweg (Hohenraunau) - Teichweg (Krumbach) - Theodor-Einsle-Straße (Krumbach) - Tulpenweg (Krumbach) - Ulmer Straße (Krumbach) - Ulrichstraße (Krumbach) - Untere Gänshalde (Krumbach) - Untere Gasse (Niederraunau) - Unteres Grünlingsfeld (Krumbach) - Ursberger Straße (Edenhausen) - Vogelgehau (Niederraunau) - Von-Freyberg-Straße (Niederraunau) - Waldhaus (zwischen Edenhausen und Krumbach) - Walserkreuz (Hohenraunau) - Weiherweg (Krumbach) - Wiesenweg (Krumbach) - Zeller Straße (Edenhausen) - Ziegelweg (Krumbach) - Zur Riederhalde (Edenhausen) - Zur Steige (Edenhausen) |

| ↑ Zurück zum Inhaltsverzeichnis |

## Sonstiges
In dem Zeitraum zwischen der Gebietsreform in Bayern in den 1970er Jahren und dem Jahr 2010 gab es durch die Eingemeindungen im Gemeindegebiet der Stadt Krumbach einige Straßennamen doppelt, was oft zu Verwechslungen, beispielsweise bei der Postzustellung, führte. Deshalb wurde zu Beginn des Jahres 2010 jeweils diejenige Straße umbenannt, in der weniger Bewohner beziehungsweise Firmen von der Namensänderung betroffen waren. Eine Ausnahme bildeten die beiden Raiffeisenstraßen. Hier wurde die Straße in Krumbach umbenannt, obwohl hier mehr Anwohner betroffen waren als in Niederraunau. Der Grund dafür war, dass in der Niederraunauer Raiffeisenstraße mehrere Gewerbebetriebe von einer Umbenennung betroffen gewesen wären. Eine weitere Besonderheit ist, dass die Brunnenstraße in Niederraunau schon einige Jahre vor dem Jahr 2010 auf Wunsch der dort ansässigen Gewerbebetriebe umbenannt wurde, da es immer wieder bei Zulieferern zu Verwechslungen kam.
| alter / doppelter Straßenname | Orte, in denen es denselben Straßennamen gab | Umbenennung (Ort: neuer Name)   |
| ----------------------------- | -------------------------------------------- | ------------------------------- |
| Amselweg                      | Krumbach, Niederraunau                       | Niederraunau: Elsternweg        |
| Bahnhofstraße                 | Krumbach, Niederraunau                       | Niederraunau: An der Bahn       |
| Brunnenstraße                 | Krumbach, Niederraunau                       | Niederraunau: Fabrikfeld        |
| Drosselweg                    | Krumbach, Niederraunau                       | Niederraunau: Meisenweg         |
| Finkenweg                     | Krumbach, Niederraunau                       | Niederraunau: Schwalbenweg      |
| Gartenstraße                  | Krumbach, Niederraunau                       | Krumbach: Sonnenweg             |
| Kirchenstraße                 | Krumbach, Niederraunau                       | Niederraunau: Pfarrgasse        |
| Lerchenweg                    | Krumbach, Niederraunau                       | Niederraunau: Starenweg         |
| Mindelheimer Straße           | Krumbach, Niederraunau                       | Niederraunau: Allgäuer Straße   |
| Mindelzeller Straße           | Edenhausen, Niederraunau                     | Edenhausen: Zeller Straße       |
| Raiffeisenstraße              | Krumbach, Niederraunau                       | Krumbach: Pfarrer-Sing-Straße   |
| Sudetenstraße                 | Krumbach, Niederraunau                       | Krumbach: Sankt-Michaels-Straße |